# Augusto Mascarenhas Barreto
Augusto Cassiano Neves Mascarenhas de Andrade Barreto (Lisboa, 27 de janeiro de 1923 — Lisboa, 3 de janeiro de 2017) foi um investigador de História, romancista, poeta e tradutor português.

## Biografia
Filho de Augusto Cassiano da Silva Neves Barreto (Sintra, 1897 - Segunda Guerra Mundial, Timor Português, Timor, Dezembro de 1941) e de sua mulher Mavíldia Augusta da Costa Andrade (Lisboa, 1900 - Lisboa, 1980).
Casou com Maria do Carmo Thomasa y Marcet Pizarro de Sampaio e Melo (Lisboa, Lapa, 16 de Março de 1928), filha de Luís Francisco Pizarro de Melo e Sampaio (4 de Julho de 1904 - 1964), sobrinho-trineto do 1.º Visconde de Bóbeda e primo distante de Francisco Pizarro e de Hernán Cortés, e de sua mulher a espanhola catalã María de las Mercedes Thomasa y Marcet (Barcelona - 1991), de quem teve três filhas e três filhos.

## Cristóvão Colombo, português?
Dedicou 20 anos da sua vida na pesquisa de documentos em busca de provas que confirmassem as inúmeras incoerências da biografia oficial de Cristóvão Colombo, defendendo a nacionalidade portuguesa do navegador, cujo nome verdadeiro seria Salvador Fernandes Zarco. A tese é compartilhada por Manuel Luciano da Silva, médico e pesquisador luso-norte-americano, que publicou, juntamente com a mulher, Sílvia Jorge da Silva, o livro Cristóvão Cólon (Colombo) Era Português. Vários outros historiadores, no entanto, rejeitam a tese do Colombo português, qualificando-a de ficção histórica.

### Conclusões da investigação
As principais conclusões do seu trabalho são as seguintes:
- Cristóvão Colombo, não era genovês, mas sim português, natural de Cuba, Alentejo;
- Cristóvão Colombo, era filho de Dom Fernando, duque de Beja e de Viseu, e de Isabel Gonçalves Zarco;
- Cristóvão Colombo, sendo filho de Dom Fernando, era neto do rei de Portugal;
- Cristóvão Colombo foi neto de João Gonçalves Zarco;
- Cristóvão Colombo foi uma espécie de espião, ao serviço do rei D. João II de Portugal (que a História consagrou como “Príncipe Perfeito”), cuja missão, bem sucedida, foi a de desviar a atenção dos Reis de Castela do caminho marítimo para a Índia, oferecendo-lhes "de bandeja" um caminho alternativo, mais curto, pelo Ocidente e um novo continente que já constava nos mapas portugueses. Pretendia-se que acreditassem que tinham chegado à Índia, tese que Cristóvão Colombo, sempre fiel e leal à coroa portuguesa e ao rei de Portugal, defendeu até à sua morte em 1506.

## Obras publicadas
- O Português Cristóvão Colombo, Agente Secreto do Rei D. João II. Ed. Referendo (Portugal), 1988.
- The Portuguese Columbus - Secret Agent of King John II, Editora: McMillan (Grã-Bretanha), 1992 (em inglês)
- Colombo português: Provas Documentais (2 vols.), 1ª edição em 1997, Editora Arrancada (Portugal).